# Edem Ephraim
Edem Ephraim fue un cantante alemán y uno de los miembros del dúo alemán-inglés London Boys, cantante y experto bailarín junto a su amigo Dennis Fuller, formaron el grupo London Boys, murió en un accidente en los Alpes a causa de un conductor borracho, era considerado un buen bailarín y era muy querido por los fans de London Boys.

## Biografía
Edem Ephraim nació el 1 de julio de 1959 en  Londres, y a su corta edad mostraba una habilidad al bailar , fue inscrito en una escuela donde conocería a Dennis Fuller, con quien se llevaban bien, tiempo después se graduaría y junto con Dennis Fuller, formarían la agrupación London Boys, se volvieron populares.    

## Vida personal
Edem se casó con María, tuvo 2 hijos, uno de 2 años y el otro de 10, quienes quedaron huérfanos luego de su muerte, el era un poco más alto que su amigo, era un experto bailarín y era la voz de la agrupación London Boys

## Muerte
El 21 de enero de 1996, mientras viajaban por los Alpes austríacos, Dennis y Edén murieron en una colisión frontal de su automóvil con el automóvil de un suizo borracho en una de las secciones peligrosas de las tierras altas alpinas. Junto a ellos, fallecieron la esposa de Edén y su amigo, un DJ de Hamburgo. En el momento de su muerte, Edem y su esposa tenían un hijo de tres años y Dennis tenía una hija de 10 años.

## Informes
Según los informes, el conductor suizo había estado adelantando a otros autos en lugares peligrosos a lo largo de la carretera durante un par de millas antes, en condiciones climáticas adversas, hasta que finalmente golpeó su auto de frente.

## Álbumes
- The Twelve Commandments of Dance (1988/89)
- Sweet Soul Music (1991)
- Chapel of Love (1991)
- Love 4 Unity (1993)
- Hallelujah Hits (1995) como "New London Boys"

### Canciones
| Año                                                                                     | Sencillo                                           | Posiciones máximas | Posiciones máximas | Posiciones máximas | Posiciones máximas | Posiciones máximas | Posiciones máximas | Álbum                                             |
| Año                                                                                     | Sencillo                                           | UK                 | IRE                | BEL (FLA)          | GER                | AUT                | SWI                | Álbum                                             |
| --------------------------------------------------------------------------------------- | -------------------------------------------------- | ------------------ | ------------------ | ------------------ | ------------------ | ------------------ | ------------------ | ------------------------------------------------- |
| 1986                                                                                    | "I'm Gonna Give My Heart"                          | –                  | –                  | –                  | –                  | –                  | —                  | The Twelve Commandments of Dance                  |
| 1987                                                                                    | "Harlem Desire"                                    | –                  | –                  | –                  | –                  | –                  | —                  | The Twelve Commandments of Dance                  |
| 1987                                                                                    | "Dance Dance Dance"                                | –                  | –                  | –                  | –                  | –                  | —                  | The Twelve Commandments of Dance                  |
| 1987                                                                                    | "My Love"                                          | –                  | –                  | –                  | –                  | –                  | —                  | The Twelve Commandments of Dance                  |
| 1987                                                                                    | "Supermix" (Finland only)                          | –                  | –                  | –                  | –                  | –                  | —                  | Non-album single                                  |
| 1988                                                                                    | "Requiem"                                          | 4                  | 8                  | 36                 | 27                 | 11                 | —                  | The Twelve Commandments of Dance (second edition) |
| 1989                                                                                    | "London Nights"                                    | 2                  | 4                  | –                  | 24                 | –                  | 9                  | The Twelve Commandments of Dance (second edition) |
| 1989                                                                                    | "Harlem Desire '89"                                | 17                 | 6                  | –                  | –                  | –                  | —                  | The Twelve Commandments of Dance (second edition) |
| 1989                                                                                    | "My Love '89"                                      | 46                 | 15                 | –                  | –                  | –                  | —                  | The Twelve Commandments of Dance (second edition) |
| 1989                                                                                    | "Megamix" (UK only)                                | –                  | –                  | –                  | –                  | –                  | —                  | Non-album single                                  |
| 1990                                                                                    | "Chapel of Love"                                   | 75                 | –                  | –                  | –                  | –                  | —                  | Sweet Soul Music                                  |
| 1990                                                                                    | "Freedom"                                          | 54                 | –                  | –                  | –                  | –                  | 29                 | Sweet Soul Music                                  |
| 1991                                                                                    | "Sweet Soul Music" (Soul Kitchen feat London Boys) | –                  | –                  | –                  | 81                 | 11                 | —                  | Sweet Soul Music                                  |
| 1991                                                                                    | "Is This Love?"                                    | –                  | –                  | –                  | –                  | –                  | —                  | Sweet Soul Music                                  |
| 1991                                                                                    | "Tonight! Tonight!"                                | –                  | –                  | –                  | –                  | –                  | —                  | Sweet Soul Music                                  |
| 1992                                                                                    | "Moonraker"                                        | –                  | –                  | –                  | –                  | –                  | —                  | Love 4 Unity                                      |
| 1993                                                                                    | "Baby Come Back"                                   | –                  | –                  | –                  | –                  | 27                 | —                  | Love 4 Unity                                      |
| 1995                                                                                    | "Gospeltrain to London"                            | –                  | –                  | –                  | –                  | –                  | —                  | Hallelujah Hits                                   |
| 1995                                                                                    | "Kumbaya"                                          | –                  | –                  | –                  | –                  | –                  | —                  | Hallelujah Hits                                   |
| "-" denota los lanzamientos que no han sido catalogados o que no han salido a la venta. |                                                    |                    |                    |                    |                    |                    |                    |                                                   |